# Famille Poot
Pour les articles homonymes, voir Poot.
Cette page explique l’histoire ou répertorie les différents membres de la famille Poot.
La famille Poot, est une famille admise à la bourgeoisie de Bruxelles puis inscrite aux Lignages de cette ville dès 1753.

## Introduction
Nobles ou non, toutes les familles inscrites dans les lignages  étaient pourvues d'armoiries, ainsi que la coutume les y autorisait. Cependant, le souverain ne concédait généralement de nouvelles armoiries qu'aux membres de la noblesse (le plus souvent à l'occasion de leur anoblissement). Les lignagers non nobles qui désiraient modifier leurs armes anciennes, les nouveaux admis en vertu d'une ascendance maternelle qui désiraient se créer un blason (pratique admise à condition de ne pas usurper les armes d'autrui) cherchaient évidemment une sorte de reconnaissance semi-officielle ; aussi voyons-nous dans certains registres d'admission, à côté du nouvel inscrit, la reproduction de ses armes.
L'augmentation remarquable des publications traitant d'héraldique témoigne d'un regain d'audience parmi le grand public. À cet égard, la famille Poot , dont une branche prit le nom de Poot-Baudier, s'avère particulièrement remarquable. D'origine brabançonne, passée dans la bourgeoisie bruxelloise, admise dans les lignages par une ascendance maternelle, dont une branche s'alliera dans la noblesse, nous pourrons suivre sa lente ascension tant par la modification de ses armes que par ses alliances.
Afin de bien marquer l'énorme promotion sociale que représentait son admission au Lignage Sweerts, en 1753, François-Jean Poot écartela ses armes avec celles de sa mère par qui il descendait de ce lignage. Cet écartelé, reproduit ci-dessous, figure en regard de son nom au registre des admissions.
Le lecteur trouvera ici la descendance partielle de la famille Poot.

## Armes avant 1753
de gueules à trois épées d'argent posées en barre les pointes en bas.

## Evolution des armes
Les armes primitives étaient  de gueules à trois épées basses d'argent posées en barre et rangées en pal. Lors de son admission au lignage Sweerts, elle y fut reçue au port de ces armes écartelées à celle de la famille Struelens : d'argent au lion de gueules armé et lampassé d'azur accompagné entre la seconde et la troisième patte de trois fleurs de lis au pied coupé mal ordonnées d'azur.

Poot
Struelens
Poot après 1753

Poot Baudier

## Généalogie
I. Clément Poot qui mourut à Bruxelles le jour de Noël 1730 n'était pas originaire de cette ville. Il était le fils de Corneille, échevin en 1651 de la ville et franchise de la Hulpe appartenant au duc de Brabant, et de Catherine de Cafmeyer dont les biens furent partagés devant les échevins de Overyssche le 11 décembre 1694.
Installé à Bruxelles, il épousa le 14 décembre 1680 en l'église Saint-Nicolas, Jeanne van den Daele, qui était la fille d'Arnould van den Daele, et d'Isabelle t'Kint.
Tous deux furent inhumés dans l'église Sainte Catherine.
Ils eurent un fils Jean-Baptiste qui suit en II.
II. Jean-Baptiste Poot, décédé à Bruxelles le 8 décembre 1741 et inhumé dans le caveau de ses parents ; épousa à Bruxelles le 5 mai 1729 Marie-Anne Struelens, née à Bruxelles (Sainte-Catherine) le 17 avril 1697, y décédée (Finistère) le 19 septembre 1772 et inhumée auprès de son mari; fille de Martin et de Marie van Assche.
Ils eurent :
- Clément Poot, né à Bruxelles (Sainte Catherine) le 20 décembre 1729, y décédé le 6 décembre 1810 après avoir fait son testament devant le notaire Stuyck ; épousa à Bruxelles le 6 janvier 1762, Marie-Pétronille Gaucheret, sa cousine au 4e degré, née à Bruxelles (Sainte-Catherine) le 30 juin 1833, y décédée le 21 avril 1851 après avoir fait son testament devant le notaire Morren de Bruxelles le 17 avril 1811; fille de Henri Gaucheret admis au lignage Sweerts en 1758, et de Marie-Thérèse Wouters, grand-tante de Charles-Joseph chevalier Wouters, époux de Henriette-Marie-Clémentine Poot, petite-fille de Roger Gaucheret et de Marie t'Kint (de Roodenbeeke).
- François-Jean Poot, qui suit en III.

III. François-Jean Poot, Licencié en droit le 12 juillet 1756, Avocat au Conseil de Brabant le 26 juillet 1756. Admis au port de ses armoiries écartelées avec celles de sa mère au lignage Sweerts le 13 juin 1753; né à Bruxelles (Sainte-Catherine) le 31 mars 1735, y décédé le 21 octobre 1778, inhumé dans l'église du Finistère ; il épousa à Bruxelles (Notre-Dame de la Chapelle) le 22 juillet 1761, Suzanne-Françoise-Louise Struelens, sa cousine germaine, née à Bruxelles (Sainte-Catherine) le 17 juin 1741, y décédée (Sainte-Gudule) le 20 mars 1792, fille de Martin et de Marie-Thérèse van der Hameyen, petite fille de Martin et de Marie van Assche.
Ils eurent :
- Marie-Anne-Antoinette, née à Bruxelles (Sainte-Catherine) le 23 mai 1762, y décédée en célibat le 19 août 1795.
- Clément-Jean Poot, Avocat au Conseil souverain de Brabant le 21 février 1784. Admis au lignage Sweerts le 13 juin 1784; né à Bruxelles (Sainte-Catherine) le 15 juillet 1763, y décédé le 3 mai 1828, épousa Marie-Thérèse-Josine van Biesbroeck née à Coolkerke le 8 février 1769, décédée le 27 septembre 1830, fille de Dominique-Emmanuel et de Thérèse Parmentier.
- François-Jean-benoît Poot, qui suit en IV.
- Charles-Joseph Poot, né à Bruxelles (Finistère) le 22 aout 1773, y décédé le 8 février 1833, épousa 1° à Bruxelles (Saint-Géry) le 18 novembre 1794, Catherine t'Kint de Roodenbeke, née à Bruxelles le 6 août 1773, décédée à Dorhem (Autriche) le 27 février 1807, fille de Corneille, admis au lignage de Sweerts en 1747, et de Marie Francolet, petite-fille de François et de Jeanne-Marie t'Kint de Roodenbeke ; 2° à Bruxelles le 29 mars 1821, Barbe-Henriette Claessens, mariée en premières noces à Pierre van Volxhem, née à Bruxelles le 9 novembre 1775, fille de Paul-Bernard-Joseph et de Catherine-Marie-Josèphe Bacle. Dont postérité.

IV. François-Jean-Benoît Poot , naquit à Bruxelles le 16 juillet 1765 et mourut à Ruysbroek lez Hal le 6 juin 1803.
En pleine révolution brabançonne, il fut nommé capitaine de la garde bourgeoise pour le quartier de la cour. On sait que dans les dernières années du régime, le gouvernement autrichien à Bruxelles avait interdit la nomination de nouveaux capitaines de la garde bourgeoise, les anciens demeurant en fonction jusqu'à extinction. Le gouvernement avait l'intention, en effet, de réformer comme tant d'autres choses la police de Bruxelles. L'une des premières mesures révolutionnaires fut de nommer de nouveaux capitaines. Ajoutons que lors de l'éphémère restauration du régime autrichien François Poot fut maintenu dans ses fonctions.
François-Jean-Benoît épousa 1° à Bruxelles (Saint Géry) le 11 octobre 1785, Catherine des chevaliers van der Schueren, née à Bruxelles (Saint Géry) le 13 avril 1764, y décédée le 10 septembre 1799 (24 fructidor an VII), fille de Henri et de Jeanne-Marie-Josèphe Sassenus ; 2° à Bruxelles le 28 brumaire an IX (19 novembre 1801), fille de Joseph-Joachim et de Pétronille van Schelle, petite-fille de Jean-Baptiste et de Anne-Marie Thielens.
A. - Descendance de François-Jean-Benoît et de sa première épouse Catherine van der Schueren.
- Henri Poot, né à Bruxelles (Saint-Géry) le 19 septembre 1786 y décédé le 2 août 1865, épousa à Uccle le 22 novembre 1848 Marie-Josèphe de Boubers de Courbeville, veuve de Pierre-Jean van Herberghen, née à Bruxelles le 19 décembre 1786, décédée à Uccle le 10 juillet 1856, fille de Jacques-Louis-Joseph et d'Anna-Marie-Françoise Bellet.
- François-Jean qui suit en V.

V. François-Jean Poot, né à Bruxelles le 14 octobre 1794 et décédé à Louvain le 31 décembre 1851, épousa à Bruxelles le 20 janvier 1827 Marie-Joséphine Crabbé, née à Bruxelles le 14 août 1802, fille de Pierre et de Marie-Thérèse van Genechten. François Poot est mentionné d'abord comme brasseur puis comme rentier. Il était le neveu et filleul de Jean-Baptiste t'Kint de Roodenbeke, écuyer, licencié en droit, avocat au Conseil souverain de Brabant, puis secrétaire de ce conseil.
Ils eurent :
VI. Charles-Eugène Poot, né à Molenbeek-Saint-Jean le 20 avril 1838, y décédé le 6 novembre 1881 ; exerça la profession d'industriel. Il épousa Marie Mertens, fille de Joseph et de Marie van Zeebroek.
Ils eurent :
VII. Joseph Poot, né à Koekelberg le 27 octobre 1858, décédé à Bruxelles le 6 novembre 1916, industriel. Il épousa en cette ville le 8 juin 1897 Anne De Coen, fille de Jean et Antoinette Anneet.
Ils eurent trois filles :
- Daisy qui épousa M. Herman Ghin de Croly, docteur en droit.
- Céline qui épousa M. Léon Fiset, industriel, chevalier de l'Ordre de Léopold II.
- Germaine-Antoinette qui suit en VIII.

VIII. Germaine-Antoinette Poot, né à Koekelberg le 3 février 1899 et décédée à Schaerbeek le 4 novembre 1944. Elle épousa à Anderlecht le 5 juin 1920, Joseph-Albert de Muyser, né à Molenbeek-Saint-Jean le 31 décembre 1898, directeur-gérant de sociétés, décédé à Jette le 24 septembre 1974.

### Personnalité de cette famille
- François Poot

### Quelques familles alliées
- van Waesberghe
- de Muyser Lantwyck

(nl) Source : Laurette van Waesberghe, Genealogie van de familie van Waesberghe, Afstamming van Gillis van der Hammeye tot bij de familie de Muyser Lantwyck, 1995, p. 79–80

### Armorial des familles citées
- Poot, de gueules à trois épées d'argent posées en barre les pointes en bas ou de gueules à trois épées basses d'argent posées en barre et rangées en pal
- Poot (Écartelé avec les armes Struelens), écartelé : aux 1 et 4 de gueules à trois épées d'argent posées en barre les pointes en bas; aux 2 et 3 d'argent au lion de gueules armé et lampassé d'azur accompagné entre la seconde et la troisième patte de trois fleurs de lys mal ordonnées[8], d'azur au pied coupé d'azur ou écartelé : aux 1 et 4 de gueules à trois épées basses d'argent posées en barre et rangées en pal ; aux 2 et 3 d'argent au lion de gueules armé et lampassé d'azur accompagné entre la seconde et la troisième patte de trois fleurs de lis au pied coupé mal ordonnées d'azur.
- Poot Baudier, écartelé : aux 1 et 4, de gueules à trois épées d'argent garnies d'or posées en barre, les pointes en bas (qui et Poot); aux 2 et 3, gironné de gueules et d'hermine de dix pièces (qui est Baudier) ou écartelé : aux 1 et 4, de gueules à trois épées basses d'argent garnies d'or posées en barre et rangées en pal; aux 2 et 3, gironné de gueules et d'hermine de dix pièces
- Struelens, d'argent au lion de gueules armé et lampassé d'azur accompagné entre la seconde et la troisième patte de trois fleurs de lys mal ordonnées, d'azur au pied coupé d'azur.
- Gaucheret, d'or à six étoiles à six rais de sable posées 3,2,1 au franc quartier d'argent à trois fleurs de lys de sable.
- van Biesbroeck, d'azur à une fleur de lys d'or.
- t'Kint de Roodenbeke, d'argent à la bande ondée de gueules accompagnée de dix billettes du même, cinq en chef posées 3, 2 et cinq en pointes posées 2, 3.
- van der Schueren, d'argent à trois fleurs de lys,au pied coupé d'azur, au franc canton de gueules, chargé d'un lion d'argent.
- Steemetsers, d'azur au chevron d'or accompagné de trois annelets du même.
- de Boubers de Courbeville, d'or à la croix de sable chargée de cinq étoiles à cinq rais d'argent.
- de Muyser, de sable à un chat d'argent, assis et contourné, la tête posée de face.
- de Muyser Lantwyck, parti : à dextre, de sable à un chat d'argent assis, la patte avant dextre posée sur une souris de gueules; à senestre, d'argent à une fleur de lys de sable, au chef d'or à trois pals de gueules; à la bordure componée de seize pièces de gueules et d'argent, les compons de gueules chargés d'une épée d'argent et garnie d'or posée en barre, la pointe en bas, les compons d'argent chargés d'un lion issant de gueules, armé et lampassé d'azur.
- van Waesberghe, d'argent billeté de sable, au lion du même, armé, lampassé et couronné d'or.